# Culicoides equatoriensis
Culicoides equatoriensis är en tvåvingeart som beskrevs av Barbosa 1952. Culicoides equatoriensis ingår i släktet Culicoides och familjen svidknott.
Artens utbredningsområde är Ecuador. Inga underarter finns listade i Catalogue of Life.